# Peperomia caledonica
Peperomia caledonica är en pepparväxtart som beskrevs av C. Dc.. Peperomia caledonica ingår i släktet peperomior, och familjen pepparväxter. Inga underarter finns listade i Catalogue of Life.